# Villamée
Villamée (bretonisch: Gwilavez; Gallo: Vilaemaé) ist eine französische Gemeinde mit 291 Einwohnern (Stand: 1. Januar 2022) im Département Ille-et-Vilaine in der Region Bretagne; sie gehört zum Arrondissement Fougères-Vitré und zum Kanton Fougères-2. Die Einwohner werden Villaméens genannt.

## Geographie
Villamée liegt am Beuvron, etwa 13 Kilometer nördlich von Fougères. Umgeben wird Villamée von den Nachbargemeinden Saint-Georges-de-Reintembault im Norden, Mellé im Norden und Nordosten, Louvigné-du-Désert im Nordosten und Osten, Parigné im Südosten und Süden, Le Châtellier im Südwesten sowie Poilley im Westen und Nordwesten.

## Bevölkerungsentwicklung
| Jahr          | 1962 | 1968 | 1975 | 1982 | 1990 | 1999 | 2006 | 2013 | 2020 |
| Einwohner     | 490  | 470  | 417  | 377  | 334  | 314  | 317  | 323  | 300  |
| Quelle: INSEE |      |      |      |      |      |      |      |      |      |

## Sehenswürdigkeiten
- Kirche Saint-Martin aus dem 11. Jahrhundert, Umbauten aus dem 15./16. Jahrhundert, seit 1926 Monument historique
- Herrenhaus Le Haut-Coudray aus dem 17. Jahrhundert

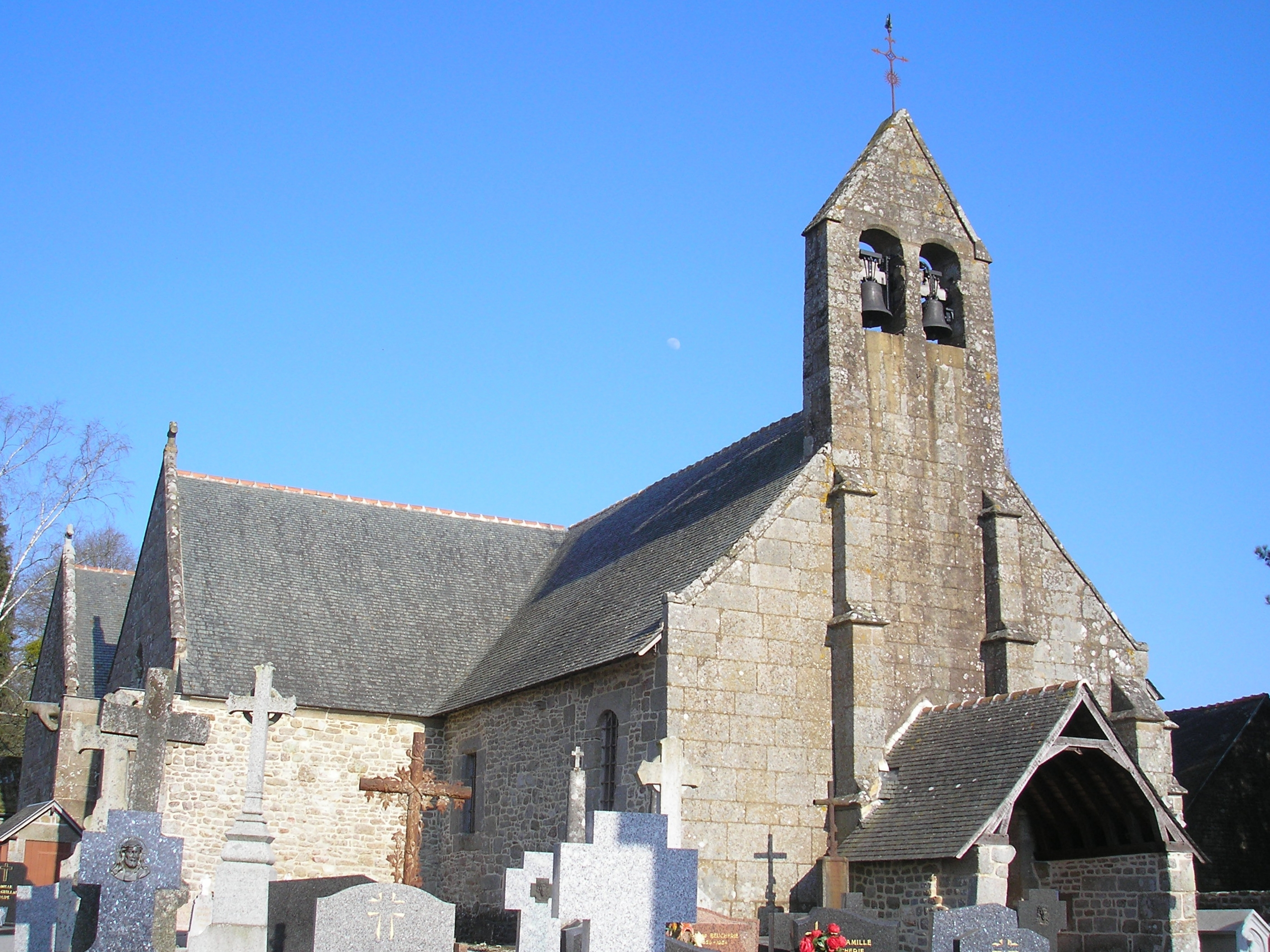
Kirche Saint-Martin